# 中北大学
38°00′34″N 112°26′09″E / 38.00944°N 112.43583°E

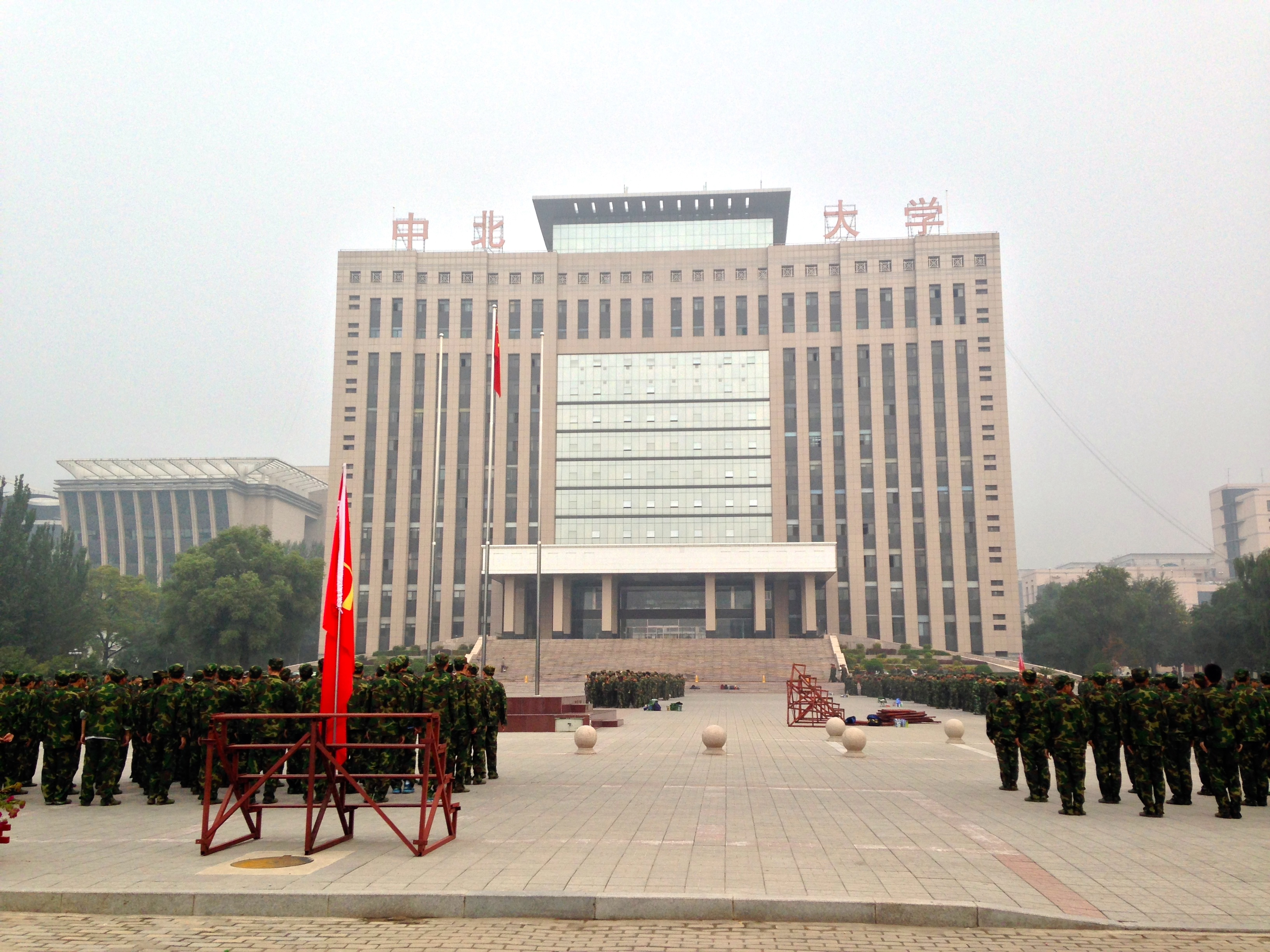

中北大学，前称华北工学院，位于山西省太原市尖草坪区，创立于1941年，校庆日为9月8日。其前身是1941年由八路军创办的太行工业学校，学校在抗日战争和第二次国共内战中为提高中国人民解放军的人才素质和武器装备方面发挥了重要作用，曾是国防工业八所本科院校之一。如今作为山西省省级重点高校，中北大学是由山西省人民政府和工业与信息化部、山西省人民政府与国家国防科技工业局双共建、山西省人民政府管理的多科性教学研究型大学。2012年，中北大学入围中西部高校基础能力建设工程。中北大学是第二批卓越工程师教育培养计划重点建设高校、中国航天核心院校、原国防科工委直属的八所本科院校之一（被誉为“国防八校”）、原中华人民共和国兵器工业部直属的七所本科院校之一（被稱为“兵工七子”）。为中国校友会网评选出的三星级、专业型大学。

## 历史沿革

### 建校初期

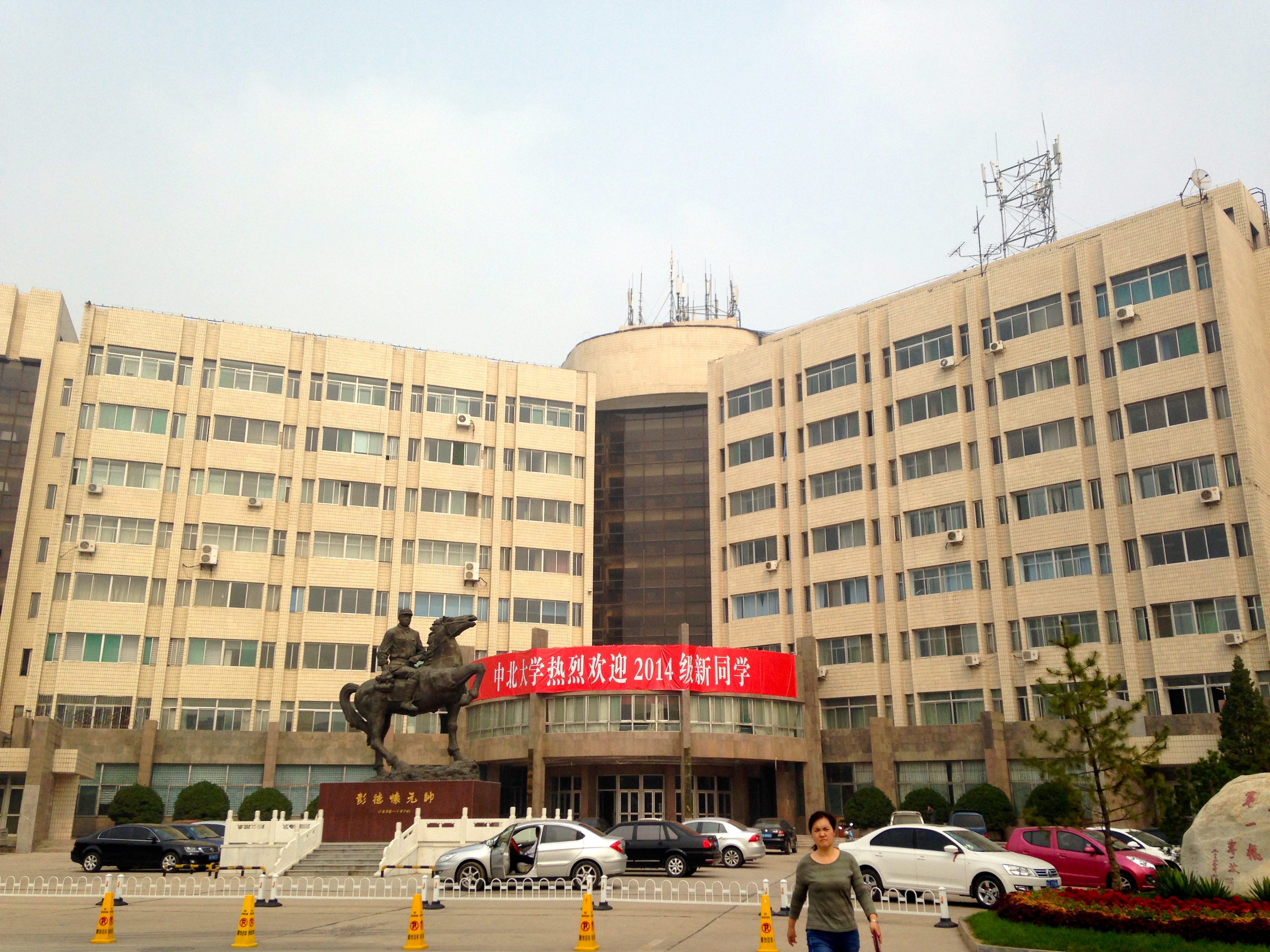

中北大学的前身是1941年八路军总司令部创建的太行工业学校。由当时负责统战工作的刘鼎担任第一任校长。
1949年，中华人民共和国成立后，学校迁入现址，更名为华北兵工职业学校，后又更名为华北兵工工业学校、太原机械制造工业学校。
1951年11月，学校更名为华北兵工工业学校，并划归中央人民政府重工业部兵工总局直接领导。
1953年8月，学校更名为华北第二工业学校，并划归中华人民共和国第二机械工业部直接领导。
1957年3月，中央委员会总书记邓小平在中共山西省委第一书记陶鲁笳陪同下来校视察，并作了“领导干部要深入下层，关心师生生活，密切与师生关系”的重要指示 。
1958年2月，学校划归中华人民共和国第一机械工业部直接领导。

### 太原机械学院时期
1958年9月，太原机械制造工业学校升格更名为太原机械学院。
1960年9月，学校划归中华人民共和国第三机械工业部直接领导。
1961年9月，北京工业学院（现北京理工大学）4个常规兵器专业（火炮、自武器、弹药、引信）的教师、学生、实验设备、图书资料等全部迁入太原机械学院。  
1962年3月，沈阳工学院（现沈阳理工大学）2个常规兵器专业（火药、炸药）迁入太原机械学院。 
1963年1月，划归国防科委直接领导，成为当时的国防工业8大本科院校之一。 
1971年，归属到第五机械工业部，同年7月，奉本部军管会命令学校停办。 
1981年11月，国务院学位委员会正式下文通知太原机械学院获得硕士学位授予权（全国首批）。
1982年1月，学校获批为全国首批学士学位授予单位；5月，学校划归中华人民共和国兵器工业部直接领导，是兵器工业部直属院校的七所本科院校（后称：兵工七子）之一。
1987年2月，学校划归国家机械工业委员会直接领导。
1988年4月，学校划归机械电子工业部直接领导；6月，太原工业学校更名为太原机械学院专科部，由学校直接管理。
1991年，太原机械学院“电子测压蛋”项目获得了国家发明二等奖，实现了山西省高校国家发明奖零的突破。

### 华北工学院时期
1993年12月，太原机械学院更名为华北工学院，隶属于兵器工业总公司。
1997年6月，山西省人民政府和兵器工业总公司签署共建华北工学院协议。
1998年6月，国务院学位委员会正式下文通知华北工学院获得博士学位授予权（全国第七批）。
1999年4月，华北工学院学院下放地方，成为由国防科工委与山西省人民政府共建，以地方管理为主的高校。
2000年，华北工学院“仪器科学与技术”成为一级博士授权学科，实现了山西省高校一级博士学科零的突破。
2001年8月，华北工学院六十周年校庆时，中共元老薄一波为学校题词“人民兵工第一校”。
2002年1月，华北工学院有线电视台正式挂牌开播。
2002年5月，华北工学院获得接收外国留学生资格。同年，北京军区与华北工学院签订联合培养军队干部协议。
2002年9月，华北工学院“电子测试技术实验室”通过专家验收成为国家级国防科技重点实验室，这是山西省唯一的国家级国防科技重点实验室。
2002年11月，中国航天科技集团公司授予华北工学院“航天科技人才贡献奖”，成为全国地方高校中唯一一所获奖高校。
2002年12月，华北工学院获得高校教师教授评审权资格。
2004年3月27日，在成都举行的教育部院校设置委员会会议上，与会专家全票通过，同意华北工学院升格为大学。
2004年4月25日，中国运载火箭技术研究院在华北工学院举行庆祝“神舟”首次将中国航天员送入太空答谢会。

### 中北大学时期
2004年6月29日，教育部正式发文，同意华北工学院更名为“中北大学”。
2004年9月1日，学校正式启用“中北大学”校名。
2004年9月26日，“中北大学”正式更名。
2004年12月17日，中北大学动态测试技术省部共建国家重点实验室培育基地通过专家组考核验收。
2005年7月，中北大学首次在全国11个省份进行一本招生，同时首次面向十大军兵种招收国防生。
2006年12月18日，山西省人民政府与国防科学技术工业委员会在北京签署共建中北大学协议。
2017年6月，中共中央总书记习近平视察山西，详细观看了学校研发的金属3D打印设备运行情况，了解学校3D打印技术研发和产业化情况。
2018年3月，学校与七所高校共同成立B8协同创新联盟，并担任该联盟常任理事单位；7月，学校与山东省德州市共建中北大学德州研究生分院，由德州学院承办。
2021年2月2日，经中华人民共和国教育部批准，原属中北大学管理的独立学院中北大学信息商务学院脱离该校管理，并转设为民办普通高等学校山西晋中理工学院，由山西大任国际教育交流有限公司全资持有；学校朔州校区经教育部同意，将太原理工大学现代科技学院合并后转设普通本科高校，更名为山西工学院 ；5月，学校成为“全国高等军工院校课程思政联盟”首批会员单位之一；6月，学校成为山西省人民政府与中华人民共和国工业和信息化部共建高校。
2024年9月1日，中北大学新北区二期仪器科学大楼、新能源化工研究院、兵器教学陈列馆、软件实验大楼等建设项目启用。
| 学 校 名 称          | 隶 属 关 系            | 时 间    |
| -------------------- | ---------------------- | -------- |
| 太行工业学校         | 八路军总司令部         | 1941．05 |
| 华北兵工工业学校     | 重工业部兵工总局       | 1951．10 |
| 华北第二工业学校     | 第二机械工业部         | 1953．08 |
| 太原机械制造工业学校 | 第一机械工业部         | 1958．02 |
| 太原机械学院         | 第一机械工业部         | 1958．09 |
| 太原机械学院         | 国防科委               | 1963．01 |
| 太原机械学院         | 兵器工业部             | 1982．05 |
| 太原机械学院         | 兵器工业总公司         | 1988．07 |
| 太原机械学院         | 机械电子工业部         | 1991．01 |
| 华北工学院           | 兵器工业总公司         | 1993．12 |
| 华北工学院           | 山西省与国防科工委共建 | 1999．04 |
| 中北大学             | 山西省与国防科工委共建 | 2006．12 |
| 中北大学             | 山西省与国防科工委共建 | 2011．03 |

## 学校现状

### 办学规模
自2000年以后，学校的办学规模和办学质量有了显著的提高，在山西省的影响力和知名度逐渐增大。现有全日制在校生四万多人，其中博士、硕士研究生近三千人，是山西省学生最多的高校。同时也是山西省占地面积最大的高校。硬件设施在山西省高校中首屈一指，工科排名在山西高校中亦居首位。

### 校训
- 致知于行

### 校歌
- 《再铸辉煌》
- 作词：肖忠良、作曲：杨立岗 巍巍太行山高，滔滔黄河水长，  中北大学烽火里诞生，奋斗中成长。  致知于行，人才辈出，  傲然屹立在中国，中国的北方。  啊！中北；啊！中北，  为了民族的复兴 ，为了祖国的富强，  为了民族的复兴 ，为了祖国的富强！  向前！向前！向前！  再铸辉煌！

## 组织机构

### 现任领导
| 党委书记                                     | 张晓永                                |
| 党委副书记、校长                             | 陈钱                                  |
| 党委副书记                                   | 赵文军                                |
| 党委常委、省纪委监委驻中北大学纪检监察组组长 | 贾维河                                |
| 副校长                                       | 赵贵哲、刘 俊、来志斌、尹建平、杨风暴 |

### 历任校长
1. 刘鼎（1941年5月至1943年9月）
2. 牛宝印（1946年2月至1946年7月）
3. 邸耀宗（1949年8月至1952年10月）
4. 厉瑞康（1952年10月至1981年3月）
5. 何源海（1981年3月至1984年12月）
6. 祖静（1984年12月至1995年4月）
7. 俞士谦（1995年4月至2000年10月）
8. 张文栋（2000年10月至2010年1月）
9. 贾锁堂（2010年2月至2012年9月）
10. 刘有智（2012年9月至2018年3月）
11. 沈兴全（2018年3月至2020年8月）
12. 熊继军（2020年8月至2023年8月）
13. 陈钱（2023年8月至今）

### 学院

#### 学院设置
1. 机电工程学院
2. 机械工程学院
3. 材料科学与工程学院
4. 化学与化工学院
5. 信息与通信工程学院
6. 仪器与电子学院
7. 计算机科学与技术学院（大数据学院）
8. 数学学院
9. 经济与管理学院
10. 人文社会科学学院
11. 体育学院
12. 艺术学院
13. 软件学院
14. 环境与安全工程学院
15. 电气与控制工程学院
16. 能源与动力工程学院
17. 马克思主义学院
18. 航空宇航学院
19. 半导体与物理学院
20. 创新创业学院
21. 国际教育学院（国际交流合作部、港澳台事务办公室）
22. 研究生院（学位工作办公室、校学位评定委员会办公室）
23. 卓越工程师学院
24. 继续教育学院
25. 电力学院（朔州校区）[4]

## 科学研究

### 重点实验室
1. 电子测试技术国防科技重点实验室（太原分部）
2. 仪器科学与动态测试教育部重点实验室
3. 动态测试技术省部共建国家重点实验室
4. 地下目标毁伤技术国防重点学科实验室

### 工程研究中心
1. 兵器工业传爆药研究开发及性能检测工程研究中心
2. 国防科技工业精密塑性成形技术研究应用中心
3. 镁基材料深加工教育部工程中心
4. 山西省集成精密成形工程技术研究中心
5. 化学工程技术研究中心
6. 微米纳米技术研究中心
7. 塑料研究所
8. 无损检测中心

### 科研成果
1. 神舟一号到神舟七号载人飞船使用的黑匣子由中北大学研制。
2. 星箭分离冲击传感器等应用于“嫦娥一号”探月卫星

### 出版物
1. 《Journal of Measurement Science and Instrumentation》（《测试科学与仪器》英文版）
2. 《中北大学学报（自然版）》
3. 《中北大学学报（社科版）》
4. 《测试技术学报》

## 寒泉BBS
寒泉BBS是华北工学院（现中北大学）的官方BBS，成立于2002年4月，主服务器位于中北大学现代教育与信息技术中心，通过校内网络连入CERNET（教育网），并有网通网络出口，曾提供Web和Telnet两种访问方式。寒泉BBS，得名于位于太原市上兰村地区汾河边的古老景点冽石寒泉。寒泉BBS曾有注册帐号逾4万多个，拥有版面数百个，是校内主要的交流平台。现已被关闭。